# Segunda Categoría de Ecuador 2015
La Segunda Categoría 2015 fue la edición n.º 42 de la tercera división del fútbol ecuatoriano, este torneo fue el tercer escalafón en la pirámide del fútbol ecuatoriano por detrás de la Serie A y Serie B, comenzó a disputarse el 1 de agosto de 2015 y finalizó el 13 de diciembre de 2015.
El torneo se celebró de manera anual desde 1967. En 1967, se denominó Segunda División Ecuatoriana de Fútbol ya que aún no se formaba la Serie B en los años 67-70. En los años 68-74, se jugó los campeonatos provinciales tras la desaparición de la Segunda División Ecuatoriana de Fútbol. En los años 73 y 83-88 se desarrolló como el segundo nivel del fútbol ecuatoriano tras la desaparición de la Serie B y retomando su antiguo nombre.
El torneo comprendió de 4 etapas, el primer semestre del año se jugaron los campeonatos provinciales, y en segundo semestre las fases regional, nacional y la fase final.

## Sistema de campeonato
Fase provincial (primera etapa)
- La primera fase estuvo formada por los campeonatos provinciales organizados por cada asociación de fútbol (22 en el torneo 2015), los campeones y vicecampeones clasificaron al zonal regional.

Fase regional (segunda etapa)
- La Zona 1 estuvo integrada por los equipos de las provincias de: Carchi, Imbabura, Sucumbíos, Orellana y Pichincha.
- La Zona 2 estuvo integrada por los equipos de las provincias de: Napo, Pastaza, Cotopaxi, Tungurahua, Chimborazo y Bolívar.
- La Zona 3 estuvo integrada por los equipos de las provincias de: Manabí, Santo Domingo de los Tsáchilas, Los Ríos, Santa Elena y Esmeraldas.
- La Zona 4 estuvo integrada por los equipos de las provincias de: Morona Santiago, Loja, Azuay, Cañar, El Oro y Guayas.
- Cada zona estuvo dividida en Grupo A y Grupo B para dar un total de 8 grupos.
- Cada zona contó con dos representantes de cada provincia sin repetirse en el mismo grupo, y alternando un campeón y un subcampeón bajo sorteo previo.

Fase nacional (tercera etapa)
- Un total de 12 clubes jugaron esta etapa.
- Los 8 primeros de cada grupo y los 4 mejores coeficientes de los 8 segundos (promedios).
- Se dividió en dos hexagonales, en esta etapa no pudieron cruzarse equipos de la misma provincia.
- Los dos primeros de cada grupo se clasificaron al cuadrangular final.

Fase final (cuarta etapa)
- Un total de 4 clubes jugaron esta etapa.
- El cuadrangular constó con partidos de ida y vuelta (6 fechas).
- El primero y el segundo equipo lograron el ascenso a la Serie B 2016.

## Equipos clasificados
| Asociación                                                                            | Equipo                                  | Vía de clasificación |
| ------------------------------------------------------------------------------------- | --------------------------------------- | --- |
| Azuay 2 cupos                                                                         | Cruz del Vado Tecni Club                | Campeón de la Segunda Categoría de Azuay 2015 Subcampeón de la Segunda Categoría de Azuay 2015                                                   |
| Bolívar 2 cupos                                                                       | Deportivo Echeandía Ñucanchik Pura      | Campeón de la Segunda Categoría de Bolívar 2015 Subcampeón de la Segunda Categoría de Bolívar 2015                                               |
| Cañar 2 cupos                                                                         | Ciudadelas del Norte Municipal Cañar    | Campeón de la Segunda Categoría de Cañar 2015 Subcampeón de la Segunda Categoría de Cañar 2015                                                   |
| Carchi 2 cupos                                                                        | Atlético Tulcán Deportivo San Gabriel   | Campeón de la Segunda Categoría de Carchi 2015 Subcampeón de la Segunda Categoría de Carchi 2015                                                 |
| Chimborazo 2 cupos                                                                    | Star Club Independiente San Pedro       | Campeón de la Segunda Categoría de Chimborazo 2015 Subcampeón de la Segunda Categoría de Chimborazo 2015                                         |
| Cotopaxi 2 cupos                                                                      | Atlético Saquisilí UTC                  | Campeón de la Segunda Categoría de Cotopaxi 2015 Subcampeón de la Segunda Categoría de Cotopaxi 2015                                             |
| El Oro 2 cupos                                                                        | Orense Atlético Mineiro                 | Campeón de la Segunda Categoría de El Oro 2015 Subcampeón de la Segunda Categoría de El Oro 2015                                                 |
| [[Archivo:\|20x20px\|border\|Bandera de Esmeraldas]] Esmeraldas 2 cupos               | Esmeraldas Petrolero Alianza del Pailón | Campeón de la Segunda Categoría de Esmeraldas 2015 Subcampeón de la Segunda Categoría de Esmeraldas 2015                                         |
| Guayas 2 cupos                                                                        | Norte América Guayaquil Sport           | Campeón de la Segunda Categoría de Guayas 2015 Subcampeón de la Segunda Categoría de Guayas 2015                                                 |
| Imbabura 2 cupos                                                                      | San Antonio Deportivo Otavalo           | Campeón de la Segunda Categoría de Imbabura 2015 Subcampeón de la Segunda Categoría de Imbabura 2015                                             |
| Loja 2 cupos                                                                          | Italia F. C. LDE 1.° de Mayo            | Campeón de la Segunda Categoría de Loja 2015 Subcampeón de la Segunda Categoría de Loja 2015                                                     |
| Los Ríos 2 cupos                                                                      | Napoli Venecia                          | Campeón de la Segunda Categoría de Los Ríos 2015 Subcampeón de la Segunda Categoría de Los Ríos 2015                                             |
| Manabí 2 cupos                                                                        | Universitario Colón F. C.               | Campeón de la Segunda Categoría de Manabí 2015 Subcampeón de la Segunda Categoría de Manabí 2015                                                 |
| Morona Santiago 2 cupos                                                               | Deportivo Sucúa Estudiantes del Cenepa  | Campeón de la Segunda Categoría de Morona Santiago 2015 Subcampeón de la Segunda Categoría de Morona Santiago 2015                               |
| Napo 2 cupos                                                                          | New Star Aeropuerto                     | Campeón de la Segunda Categoría de Napo 2015 Subcampeón de la Segunda Categoría de Napo 2015                                                     |
| Orellana 2 cupos                                                                      | Anaconda F. C. Estrellas de Orellana    | Campeón de la Segunda Categoría de Orellana 2015 Subcampeón de la Segunda Categoría de Orellana 2015                                             |
| Pastaza 2 cupos                                                                       | Deportivo Puyo Deportivo Sarayaku       | Campeón de la Segunda Categoría de Pastaza 2015 Subcampeón de la Segunda Categoría de Pastaza 2015                                               |
| [[Archivo:\|20x20px\|border\|Bandera de Pichincha]] Pichincha 2 cupos                 | Clan Juvenil Los Loros                  | Campeón de la Segunda Categoría de Pichincha 2015 Subcampeón de la Segunda Categoría de Pichincha 2015                                           |
| [[Archivo:\|20x20px\|border\|Bandera de Santa Elena (provincia)]] Santa Elena 2 cupos | 3E Carlos Borbor Reyes                  | Campeón de la Segunda Categoría de Santa Elena 2015 Subcampeón de la Segunda Categoría de Santa Elena 2015                                       |
| Santo Domingo de los Tsáchilas 2 cupos                                                | Águilas Colorados S. C.                 | Campeón de la Segunda Categoría de Santo Domingo de los Tsáchilas 2015 Subcampeón de la Segunda Categoría de Santo Domingo de los Tsáchilas 2015 |
| Sucumbíos 2 cupos                                                                     | Caribe Junior Deportivo Oriental        | Campeón de la Segunda Categoría de Sucumbíos 2015 Subcampeón de la Segunda Categoría de Sucumbíos 2015                                           |
| Tungurahua 2 cupos                                                                    | Pelileo S. C. Bolívar                   | Campeón de la Segunda Categoría de Tungurahua 2015 Subcampeón de la Segunda Categoría de Tungurahua 2015                                         |

## Zona 1
Los equipos de Carchi, Imbabura, Sucumbíos, Orellana y Pichincha.

### Clasificación

#### Grupo A
|  |     | Equipo            | PJ | PG | PE | PP | GF | GC | DG  | PTS |
|  | --- | ----------------- | -- | -- | -- | -- | -- | -- | --- | --- |
|  | 1.° | Deportivo Otavalo | 8  | 6  | 1  | 1  | 24 | 7  | +17 | 19  |
|  | 2.º | Anaconda F. C.    | 8  | 5  | 1  | 2  | 22 | 10 | +12 | 16  |
|  | 3.º | Atlético Tulcán   | 8  | 4  | 1  | 3  | 17 | 15 | +2  | 13  |
|  | 4.° | Los Loros         | 8  | 3  | 1  | 4  | 16 | 9  | +7  | 10  |
|  | 5.° | Caribe Junior     | 8  | 0  | 0  | 8  | 3  | 41 | -38 | 0   |

#### Grupo B
|  |     | Equipo                | PJ | PG | PE | PP | GF | GC | DG  | PTS |
|  | --- | --------------------- | -- | -- | -- | -- | -- | -- | --- | --- |
|  | 1.° | Clan Juvenil          | 7  | 7  | 0  | 0  | 38 | 2  | +36 | 21  |
|  | 2.° | San Antonio           | 7  | 4  | 0  | 3  | 13 | 14 | -1  | 12  |
|  | 3.° | Estrellas de Orellana | 7  | 4  | 0  | 3  | 13 | 21 | -8  | 12  |
|  | 4.° | Deportivo San Gabriel | 7  | 3  | 0  | 4  | 22 | 15 | +7  | 9   |
|  | 5.° | Deportivo Oriental    | 8  | 0  | 0  | 8  | 5  | 39 | -34 | 0   |

|  | Clasificado a los hexagonales semifinales.                      |
|  | Clasificado a los hexagonales semifinales (4 mejores segundos). |

### Evolución de la clasificación

#### Grupo A
| Equipo / Jornada  | 01 | 02 | 03 | 04 | 05 | 06 | 07 | 08 | 09 | 10 |
| ----------------- | -- | -- | -- | -- | -- | -- | -- | -- | -- | -- |
| Deportivo Otavalo | 2  | 3  | 1  | 1  | 1  | 2  | 2  | 1  | 1  | 1  |
| Anaconda F. C.    | 4  | 4  | 2  | 2  | 4  | 3  | 3  | 3  | 3  | 2  |
| Atlético Tulcán   | 1  | 2  | 4  | 4  | 3  | 1  | 1  | 2  | 2  | 3  |
| Los Loros         | 5  | 1  | 3  | 3  | 2  | 4  | 4  | 4  | 4  | 4  |
| Caribe Junior     | 3  | 5  | 5  | 5  | 5  | 5  | 5  | 5  | 5  | 5  |

#### Grupo B
| Equipo / Jornada      | 01 | 02 | 03 | 04 | 05 | 06 | 07 | 08 | 09 | 10 |
| --------------------- | -- | -- | -- | -- | -- | -- | -- | -- | -- | -- |
| Clan Juvenil          | 1  | 1  | 1  | 1  | 1  | 1  | 1  | 1  | 1  | 1  |
| San Antonio           | 5  | 3  | 3  | 2  | 2  | 2  | 2  | 2  | 2  | 2  |
| Estrellas de Orellana | 2  | 2  | 2  | 3  | 3  | 4  | 4  | 4  | 3  | 3  |
| Deportivo San Gabriel | 4  | 4  | 4  | 4  | 4  | 3  | 3  | 3  | 4  | 4  |
| Deportivo Oriental    | 3  | 5  | 5  | 5  | 5  | 5  | 5  | 5  | 5  | 5  |

### Resultados
|  | Deportivo Otavalo     | 2 - 0              | Los Loros             |                    | Municipal de Otavalo | Otavalo            | 1 de agosto        | 16:00              |
|  | Atlético Tulcán       | 3 - 1              | Anaconda              |                    | Olímpico (Tulcán)    | Tulcán             | 2 de agosto        | 15:30              |
|  | Libre:                | Caribe Junior      | Caribe Junior         | Caribe Junior      | Caribe Junior        | Caribe Junior      | Caribe Junior      | Caribe Junior      |
|  | Clan Juvenil          | 4 - 0              | San Antonio           |                    | General Rumiñahui    | Sangolquí          | 1 de agosto        | 12:15              |
|  | Estrellas de Orellana | 1 - 0              | Deportivo San Gabriel |                    | Federativo           | El Coca            | 1 de agosto        | 14:00              |
|  | Libre:                | Deportivo Oriental | Deportivo Oriental    | Deportivo Oriental | Deportivo Oriental   | Deportivo Oriental | Deportivo Oriental | Deportivo Oriental |

|  | Los Loros          | 8 - 0                 | Caribe Junior         |                       | General Rumiñahui     | Sangolquí             | 8 de agosto           | 12:00                 |
|  | Anaconda           | 2 - 1                 | Deportivo Otavalo     |                       | Joya de los Sachas    | La Joya de los Sachas | 9 de agosto           | 15:00                 |
|  | Libre:             | Atlético Tulcán       | Atlético Tulcán       | Atlético Tulcán       | Atlético Tulcán       | Atlético Tulcán       | Atlético Tulcán       | Atlético Tulcán       |
|  | San Antonio        | 2 - 0                 | Estrellas de Orellana |                       | Francisco Espinoza    | Cotacachi             | 8 de agosto           | 16:00                 |
|  | Deportivo Oriental | 0 - 8                 | Clan Juvenil          |                       | Carlos Vernaza        | Lago Agrio            | 9 de agosto           | 15:00                 |
|  | Libre:             | Deportivo San Gabriel | Deportivo San Gabriel | Deportivo San Gabriel | Deportivo San Gabriel | Deportivo San Gabriel | Deportivo San Gabriel | Deportivo San Gabriel |

|  | Caribe Junior         | 0 - 2        | Anaconda           |              | Carlos Vernaza       | Lago Agrio   | 12 de agosto | 15:00        |
|  | Deportivo Otavalo     | 2 - 0        | Atlético Tulcán    |              | Municipal de Otavalo | Otavalo      | 12 de agosto | 16:00        |
|  | Libre:                | Los Loros    | Los Loros          | Los Loros    | Los Loros            | Los Loros    | Los Loros    | Los Loros    |
|  | Estrellas de Orellana | 5 - 3        | Deportivo Oriental |              | Federativo           | El Coca      | 12 de agosto | 15:00        |
|  | Deportivo San Gabriel | 1 - 2        | San Antonio        |              | Olímpico Santa Rosa  | San Gabriel  | 12 de agosto | 16:00        |
|  | Libre:                | Clan Juvenil | Clan Juvenil       | Clan Juvenil | Clan Juvenil         | Clan Juvenil | Clan Juvenil | Clan Juvenil |

|  | Deportivo Otavalo  | 11 - 2                | Caribe Junior         |                       | Municipal de Otavalo  | Otavalo               | 16 de agosto          | 12:00                 |
|  | Atlético Tulcán    | 1 - 1                 | Los Loros             |                       | Olímpico (Tulcán)     | Tulcán                | 16 de agosto          | 15:30                 |
|  | Libre:             | Anaconda              | Anaconda              | Anaconda              | Anaconda              | Anaconda              | Anaconda              | Anaconda              |
|  | Clan Juvenil       | 6 - 1                 | Deportivo San Gabriel |                       | General Rumiñahui     | Sangolquí             | 15 de agosto          | 12:15                 |
|  | Deportivo Oriental | 0 - 3                 | San Antonio           |                       | Carlos Vernaza        | Lago Agrio            | 16 de agosto          | 15:00                 |
|  | Libre:             | Estrellas de Orellana | Estrellas de Orellana | Estrellas de Orellana | Estrellas de Orellana | Estrellas de Orellana | Estrellas de Orellana | Estrellas de Orellana |

|  | Los Loros             | 2 - 1             | Anaconda           |                   | General Rumiñahui   | Sangolquí         | 22 de agosto      | 12:00             |
|  | Caribe Junior         | 0 - 4             | Atlético Tulcán    |                   | Carlos Vernaza      | Lago Agrio        | 23 de agosto      | 15:00             |
|  | Libre:                | Deportivo Otavalo | Deportivo Otavalo  | Deportivo Otavalo | Deportivo Otavalo   | Deportivo Otavalo | Deportivo Otavalo | Deportivo Otavalo |
|  | Estrellas de Orellana | 0 - 8             | Clan Juvenil       |                   | Federativo          | El Coca           | 22 de agosto      | 13:30             |
|  | Deportivo San Gabriel | 7 - 0             | Deportivo Oriental |                   | Olímpico Santa Rosa | San Gabriel       | 23 de agosto      | 16:00             |
|  | Libre:                | San Antonio       | San Antonio        | San Antonio       | San Antonio         | San Antonio       | San Antonio       | San Antonio       |

|  | Anaconda           | 1 - 0             | Los Loros             |                   | Joya de los Sachas | La Joya de los Sachas | 30 de agosto      | 15:00             |
|  | Atlético Tulcán    | 4 - 0             | Caribe Junior         |                   | Olímpico (Tulcán)  | Tulcán                | 30 de agosto      | 15:30             |
|  | Libre:             | Deportivo Otavalo | Deportivo Otavalo     | Deportivo Otavalo | Deportivo Otavalo  | Deportivo Otavalo     | Deportivo Otavalo | Deportivo Otavalo |
|  | Clan Juvenil       | 5 - 0             | Estrellas de Orellana |                   | General Rumiñahui  | Sangolquí             | 28 de agosto      | 12:15             |
|  | Deportivo Oriental | 1 - 6             | Deportivo San Gabriel |                   | Carlos Vernaza     | Lago Agrio            | 30 de agosto      | 15:00             |
|  | Libre:             | San Antonio       | San Antonio           | San Antonio       | San Antonio        | San Antonio           | San Antonio       | San Antonio       |

|  | Los Loros             | 1 - 2                 | Atlético Tulcán       |                       | General Rumiñahui     | Sangolquí             | 6 de septiembre       | 12:00                 |
|  | Caribe Junior         | 0 - 2                 | Deportivo Otavalo     |                       | Carlos Vernaza        | Lago Agrio            | 6 de septiembre       | 15:00                 |
|  | Libre:                | Anaconda              | Anaconda              | Anaconda              | Anaconda              | Anaconda              | Anaconda              | Anaconda              |
|  | San Antonio           | 3 - 0                 | Deportivo Oriental    |                       | Francisco Espinoza    | Cotacachi             | 5 de septiembre       | 16:00                 |
|  | Deportivo San Gabriel | 1 - 4                 | Clan Juvenil          |                       | Olímpico Santa Rosa   | San Gabriel           | 6 de septiembre       | 15:30                 |
|  | Libre:                | Estrellas de Orellana | Estrellas de Orellana | Estrellas de Orellana | Estrellas de Orellana | Estrellas de Orellana | Estrellas de Orellana | Estrellas de Orellana |

|  | Atlético Tulcán    | 1 - 3        | Deportivo Otavalo     |              | Olímpico (Tulcán)  | Tulcán                | 9 de septiembre | 15:30        |
|  | Anaconda           | 7 - 1        | Caribe Junior         |              | Joya de los Sachas | La Joya de los Sachas | 9 de septiembre | 16:00        |
|  | Libre:             | Los Loros    | Los Loros             | Los Loros    | Los Loros          | Los Loros             | Los Loros       | Los Loros    |
|  | Deportivo Oriental | 1 - 4        | Estrellas de Orellana |              | Carlos Vernaza     | Lago Agrio            | 9 de septiembre | 15:00        |
|  | San Antonio        | 1 - 6        | Deportivo San Gabriel |              | Francisco Espinoza | Cotacachi             | 9 de septiembre | 16:00        |
|  | Libre:             | Clan Juvenil | Clan Juvenil          | Clan Juvenil | Clan Juvenil       | Clan Juvenil          | Clan Juvenil    | Clan Juvenil |

|  | Deportivo Otavalo     | 1 - 1                 | Anaconda              |                       | Municipal de Otavalo  | Otavalo               | 13 de septiembre      | 12:00                 |
|  | Caribe Junior         | 0 - 3                 | Los Loros             |                       | Carlos Vernaza        | Lago Agrio            | 13 de septiembre      | 15:00                 |
|  | Libre:                | Atlético Tulcán       | Atlético Tulcán       | Atlético Tulcán       | Atlético Tulcán       | Atlético Tulcán       | Atlético Tulcán       | Atlético Tulcán       |
|  | Estrellas de Orellana | 3 - 2                 | San Antonio           |                       | Federativo            | El Coca               | 12 de septiembre      | 13:00                 |
|  | Clan Juvenil          | 3 - 0                 | Deportivo Oriental    |                       | General Rumiñahui     | Sangolquí             | 13 de septiembre      | 12:15                 |
|  | Libre:                | Deportivo San Gabriel | Deportivo San Gabriel | Deportivo San Gabriel | Deportivo San Gabriel | Deportivo San Gabriel | Deportivo San Gabriel | Deportivo San Gabriel |

|  | Los Loros             | 1 - 2              | Deportivo Otavalo     |                    | General Rumiñahui  | Sangolquí             | 20 de septiembre   | 12:00              |
|  | Anaconda              | 7 - 2              | Atlético Tulcán       |                    | Joya de los Sachas | La Joya de los Sachas | 20 de septiembre   | 14:00              |
|  | Libre:                | Caribe Junior      | Caribe Junior         | Caribe Junior      | Caribe Junior      | Caribe Junior         | Caribe Junior      | Caribe Junior      |
|  | San Antonio           | -                  | Clan Juvenil          |                    | No se programó     | No se programó        | No se programó     | No se programó     |
|  | Deportivo San Gabriel | -                  | Estrellas de Orellana |                    | No se programó     | No se programó        | No se programó     | No se programó     |
|  | Libre:                | Deportivo Oriental | Deportivo Oriental    | Deportivo Oriental | Deportivo Oriental | Deportivo Oriental    | Deportivo Oriental | Deportivo Oriental |

## Zona 2
Los equipos de Napo, Pastaza, Cotopaxi, Tungurahua, Chimborazo y Bolívar.

### Clasificación

#### Grupo A
|  |     | Equipo                  | PJ | PG | PE | PP | GF | GC | DG  | PTS |
|  | --- | ----------------------- | -- | -- | -- | -- | -- | -- | --- | --- |
|  | 1.° | Pelileo S. C.           | 10 | 8  | 1  | 1  | 45 | 6  | +39 | 25  |
|  | 2.° | Deportivo Echeandía     | 10 | 7  | 0  | 3  | 23 | 7  | +16 | 21  |
|  | 3.° | Atlético Saquisilí      | 10 | 6  | 2  | 2  | 25 | 7  | +18 | 20  |
|  | 4.° | Deportivo Sarayaku      | 9  | 3  | 1  | 5  | 22 | 17 | +5  | 10  |
|  | 5.° | Independiente San Pedro | 10 | 3  | 0  | 7  | 15 | 38 | -23 | 9   |
|  | 6.° | Aeropuerto              | 9  | 0  | 0  | 9  | 3  | 58 | -55 | 0   |

#### Grupo B
|  |     | Equipo           | PJ | PG | PE | PP | GF | GC | DG  | PTS |
|  | --- | ---------------- | -- | -- | -- | -- | -- | -- | --- | --- |
|  | 1.° | Star Club        | 10 | 7  | 2  | 1  | 44 | 6  | +38 | 23  |
|  | 2.° | Deportivo Puyo   | 10 | 7  | 2  | 1  | 31 | 7  | +24 | 23  |
|  | 3.° | Ñucanchik Pura   | 10 | 6  | 0  | 4  | 23 | 12 | +11 | 18  |
|  | 4.° | U.T. de Cotopaxi | 9  | 4  | 2  | 3  | 26 | 16 | +10 | 14  |
|  | 5.° | Bolívar          | 9  | 1  | 0  | 8  | 8  | 28 | -20 | 3   |
|  | 6.° | New Star         | 10 | 1  | 0  | 9  | 9  | 72 | -63 | 3   |

|  | Clasificado a los hexagonales semifinales.                      |
|  | Clasificado a los hexagonales semifinales (4 mejores segundos). |

### Evolución de la clasificación

#### Grupo A
| Equipo / Jornada        | 01 | 02 | 03 | 04 | 05 | 06 | 07 | 08 | 09 | 10 |
| ----------------------- | -- | -- | -- | -- | -- | -- | -- | -- | -- | -- |
| Pelileo S. C.           | 4  | 3  | 1  | 1  | 1  | 1  | 1  | 1  | 1  | 1  |
| Deportivo Echeandía     | 5  | 5  | 5  | 3  | 2  | 2  | 3  | 3  | 3  | 2  |
| Atlético Saquisilí      | 3  | 4  | 3  | 5  | 3  | 3  | 2  | 2  | 2  | 3  |
| Deportivo Sarayaku      | 1  | 2  | 4  | 2  | 4  | 4  | 4  | 4  | 4  | 4  |
| Independiente San Pedro | 2  | 1  | 2  | 4  | 5  | 5  | 5  | 5  | 5  | 5  |
| Aeropuerto              | 6  | 6  | 6  | 6  | 6  | 6  | 6  | 6  | 6  | 6  |

#### Grupo B
| Equipo / Jornada | 01 | 02 | 03 | 04 | 05 | 06 | 07 | 08 | 09 | 10 |
| ---------------- | -- | -- | -- | -- | -- | -- | -- | -- | -- | -- |
| Star Club        | 3  | 1  | 1  | 2  | 2  | 2  | 2  | 1  | 1  | 1  |
| Deportivo Puyo   | 1  | 2  | 2  | 1  | 1  | 3  | 3  | 2  | 2  | 2  |
| Ñucanchik Pura   | 4  | 4  | 3  | 3  | 4  | 4  | 4  | 3  | 3  | 3  |
| U.T. de Cotopaxi | 2  | 3  | 4  | 4  | 3  | 1  | 1  | 4  | 4  | 4  |
| Bolívar          | 5  | 5  | 5  | 5  | 5  | 5  | 5  | 5  | 5  | 5  |
| New Star         | 6  | 6  | 6  | 6  | 6  | 6  | 6  | 6  | 6  | 6  |

### Resultados
|  | Aeropuerto              | 0 - 7 | Deportivo Sarayaku  |  | Leonardo Palacios   | Tena      | 1 de agosto | 14:00 |
|  | Ñucanchik Pura          | 1 - 3 | Star Club           |  | Centenario          | Guaranda  | 1 de agosto | 15:00 |
|  | Atlético Saquisilí      | 0 - 0 | Pelileo             |  | La Cocha            | Latacunga | 1 de agosto | 16:00 |
|  | Deportivo Puyo          | 6 - 0 | New Star            |  | Víctor Hugo Georgis | Puyo      | 1 de agosto | 16:00 |
|  | Independiente San Pedro | 1 - 0 | Deportivo Echeandía |  | Municipal de Alausí | Alausí    | 2 de agosto | 15:00 |
|  | Bolívar                 | 2 - 6 | U.T. de Cotopaxi    |  | Neptalí Barona      | Ambato    | 2 de agosto | 16:00 |

|  | Deportivo Echeandía     | 1 - 2 | Pelileo            |  | L.D.C. de Echeandía | Echeandía | 7 de agosto | 15:00 |
|  | New Star                | 0 - 9 | Star Club          |  | Carlos Vega         | El Chaco  | 8 de agosto | 13:00 |
|  | Independiente San Pedro | 6 - 1 | Aeropuerto         |  | Municipal de Alausí | Alausí    | 8 de agosto | 15:00 |
|  | U.T. de Cotopaxi        | 1 - 1 | Deportivo Puyo     |  | La Cocha            | Latacunga | 8 de agosto | 16:00 |
|  | Bolívar                 | 0 - 1 | Ñucanchik Pura     |  | Neptalí Barona      | Ambato    | 9 de agosto | 15:00 |
|  | Deportivo Sarayaku      | 1 - 1 | Atlético Saquisilí |  | Víctor Hugo Georgis | Puyo      | 9 de agosto | 15:00 |

|  | Star Club          | 1 - 1 | U.T. de Cotopaxi        |  | Olímpico (Riobamba) | Riobamba  | 12 de agosto | 12:00 |
|  | Ñucanchik Pura     | 5 - 2 | New Star                |  | Centenario          | Guaranda  | 12 de agosto | 12:30 |
|  | Aeropuerto         | 0 - 3 | Deportivo Echeandía     |  | Leonardo Palacios   | Tena      | 12 de agosto | 15:00 |
|  | Atlético Saquisilí | 1 - 0 | Independiente San Pedro |  | La Cocha            | Latacunga | 12 de agosto | 16:00 |
|  | Pelileo            | 2 - 1 | Deportivo Sarayaku      |  | Ciudad de Pelileo   | Pelileo   | 12 de agosto | 16:00 |
|  | Deportivo Puyo     | 2 - 1 | Bolívar                 |  | Víctor Hugo Georgis | Puyo      | 12 de agosto | 16:00 |

|  | Deportivo Echeandía | 1 - 0  | Atlético Saquisilí      |  | L.D.C. de Echeandía | Echeandía | 15 de agosto    | 15:00 |
|  | New Star            | 1 - 3  | Bolívar                 |  | Carlos Vega         | El Chaco  | 16 de agosto    | 13:00 |
|  | Star Club           | 0 - 1  | Deportivo Puyo          |  | Olímpico (Riobamba) | Riobamba  | 16 de agosto    | 13:30 |
|  | Pelileo             | 16 - 0 | Aeropuerto              |  | Ciudad de Pelileo   | Pelileo   | 16 de agosto    | 16:00 |
|  | Deportivo Sarayaku  | 6 - 1  | Independiente San Pedro |  | Víctor Hugo Georgis | Puyo      | 16 de agosto    | 16:00 |
|  | U.T. de Cotopaxi    | 1 - 0  | Ñucanchik Pura          |  | Jaime Zumárraga     | Pujilí    | 2 de septiembre | 15:00 |

|  | Aeropuerto              | 0 - 8 | Atlético Saquisilí  |  | Leonardo Palacios   | Tena     | 22 de agosto | 11:00 |
|  | U.T. de Cotopaxi        | 9 - 1 | New Star            |  | Jaime Zumárraga     | Pujilí   | 22 de agosto | 15:00 |
|  | Ñucanchik Pura          | 0 - 2 | Deportivo Puyo      |  | Centenario          | Guaranda | 22 de agosto | 15:00 |
|  | Independiente San Pedro | 0 - 4 | Pelileo             |  | Municipal de Alausí | Alausí   | 23 de agosto | 15:00 |
|  | Deportivo Sarayaku      | 1 - 2 | Deportivo Echeandía |  | Víctor Hugo Georgis | Puyo     | 23 de agosto | 16:00 |
|  | Bolívar                 | 1 - 3 | Star Club           |  | Bellavista          | Ambato   | 23 de agosto | 16:00 |

|  | New Star            | 0 - 6 | U.T. de Cotopaxi        |  | Carlos Vega         | El Chaco  | 29 de agosto | 11:00 |
|  | Star Club           | 3 - 0 | Bolívar                 |  | Pascual Bissón      | Riobamba  | 29 de agosto | 12:15 |
|  | Deportivo Echeandía | 1 - 0 | Deportivo Sarayaku      |  | L.D.C. de Echeandía | Echeandía | 29 de agosto | 15:00 |
|  | Atlético Saquisilí  | 3 - 0 | Aeropuerto              |  | La Cocha            | Latacunga | 29 de agosto | 16:00 |
|  | Deportivo Puyo      | 1 - 2 | Ñucanchik Pura          |  | Víctor Hugo Georgis | Puyo      | 30 de agosto | 16:00 |
|  | Pelileo             | 7 - 1 | Independiente San Pedro |  | Ciudad de Pelileo   | Pelileo   | 30 de agosto | 16:15 |

|  | Aeropuerto              | 0 - 8 | Pelileo             |  | Leonardo Palacios   | Tena      | 5 de septiembre | 12:00 |
|  | Ñucanchik Pura          | 2 - 0 | U.T. de Cotopaxi    |  | Centenario          | Guaranda  | 5 de septiembre | 15:00 |
|  | Atlético Saquisilí      | 3 - 1 | Deportivo Echeandía |  | La Cocha            | Latacunga | 5 de septiembre | 16:00 |
|  | Bolívar                 | 0 - 3 | New Star            |  | Neptalí Barona      | Ambato    | 6 de septiembre | 10:00 |
|  | Deportivo Puyo          | 0 - 0 | Star Club           |  | Víctor Hugo Georgis | Puyo      | 6 de septiembre | 16:00 |
|  | Independiente San Pedro | 1 - 3 | Deportivo Sarayaku  |  | Municipal de Alausí | Alausí    | 6 de septiembre | 16:00 |

|  | New Star                | 0 - 7 | Ñucanchik Pura     |  | Carlos Vega         | El Chaco  | 9 de septiembre | 13:00 |
|  | Bolívar                 | 1 - 4 | Deportivo Puyo     |  | Neptalí Barona      | Ambato    | 9 de septiembre | 14:00 |
|  | U.T. de Cotopaxi        | 2 - 4 | Star Club          |  | Jaime Zumárraga     | Pujilí    | 9 de septiembre | 15:00 |
|  | Deportivo Echeandía     | 3 - 0 | Aeropuerto         |  | L.D.C. de Echeandía | Echeandía | 9 de septiembre | 16:00 |
|  | Independiente San Pedro | 1 - 4 | Atlético Saquisilí |  | Municipal de Alausí | Alausí    | 9 de septiembre | 16:00 |
|  | Deportivo Sarayaku      | 2 - 4 | Pelileo            |  | Víctor Hugo Georgis | Puyo      | 9 de septiembre | 16:00 |

|                                              | Aeropuerto         | 2 - 4  | Independiente San Pedro |  | Leonardo Palacios   | Tena      | 12 de septiembre | 11:00 |
|                                              | Ñucanchik Pura     | 5 - 0  | Bolívar                 |  | Centenario          | Guaranda  | 12 de septiembre | 15:00 |
|                                              | Atlético Saquisilí | 5 - 1  | Deportivo Sarayaku      |  | La Cocha            | Latacunga | 12 de septiembre | 16:00 |
|                                              | Deportivo Puyo     | 5 - 0  | U.T. de Cotopaxi        |  | Víctor Hugo Georgis | Puyo      | 13 de septiembre | 11:30 |
| Archivo:Bandera Provincia Chimborazo.svg20px | Star Club          | 18 - 0 | New Star                |  | Pascual Bissón      | Riobamba  | 13 de septiembre | 12:00 |
|                                              | Pelileo            | 0 - 1  | Deportivo Echeandía     |  | Ciudad de Pelileo   | Pelileo   | 13 de septiembre | 16:15 |

|  | Star Club           | 3 - 0  | Ñucanchik Pura          |  | Pascual Bissón      | Riobamba       | 18 de septiembre | 11:00          |
|  | New Star            | 2 - 9  | Deportivo Puyo          |  | Carlos Vega         | El Chaco       | 19 de septiembre | 11:00          |
|  | Deportivo Echeandía | 10 - 0 | Independiente San Pedro |  | L.D.C. de Echeandía | Echeandía      | 19 de septiembre | 15:00          |
|  | Pelileo             | 2 - 0  | Atlético Saquisilí      |  | Ciudad de Pelileo   | Pelileo        | 19 de septiembre | 15:00          |
|  | U.T. de Cotopaxi    | -      | Bolívar                 |  | No se programó      | No se programó | No se programó   | No se programó |
|  | Deportivo Sarayaku  | -      | Aeropuerto              |  | No se programó      | No se programó | No se programó   | No se programó |

## Zona 3
Los equipos de Manabí, Santo Domingo de los Tsáchilas, Los Ríos, Santa Elena y Esmeraldas.

### Clasificación

#### Grupo A
|  |     | Equipo             | PJ | PG | PE | PP | GF | GC | DG  | PTS |
|  | --- | ------------------ | -- | -- | -- | -- | -- | -- | --- | --- |
|  | 1.° | Alianza del Pailón | 8  | 7  | 0  | 1  | 16 | 3  | +13 | 21  |
|  | 2.° | Nápoli             | 8  | 6  | 0  | 2  | 18 | 6  | +12 | 18  |
|  | 3.° | Universitario      | 8  | 5  | 0  | 3  | 15 | 8  | +7  | 15  |
|  | 4.° | Colorados          | 8  | 2  | 0  | 6  | 7  | 18 | -11 | 6   |
|  | 5.° | Club 3E            | 8  | 0  | 0  | 8  | 0  | 21 | -21 | 0   |

#### Grupo B
|  |     | Equipo               | PJ | PG | PE | PP | GF | GC | DG  | PTS |
|  | --- | -------------------- | -- | -- | -- | -- | -- | -- | --- | --- |
|  | 1.° | Colón F. C.          | 8  | 6  | 2  | 0  | 21 | 2  | +19 | 20  |
|  | 2.° | Esmeraldas Petrolero | 8  | 5  | 2  | 1  | 23 | 2  | +21 | 17  |
|  | 3.° | Águilas              | 8  | 3  | 2  | 3  | 21 | 9  | +12 | 11  |
|  | 4.° | Venecia              | 8  | 3  | 0  | 5  | 23 | 19 | +4  | 9   |
|  | 5.° | Carlos Borbor Reyes  | 8  | 0  | 0  | 8  | 5  | 61 | -56 | 0   |

|  | Clasificado a los hexagonales semifinales.                      |
|  | Clasificado a los hexagonales semifinales (4 mejores segundos). |

### Evolución de la clasificación

#### Grupo A
| Equipo / Jornada   | 01 | 02 | 03 | 04 | 05 | 06 | 07 | 08 | 09 | 10 |
| ------------------ | -- | -- | -- | -- | -- | -- | -- | -- | -- | -- |
| Alianza del Pailón | 1  | 1  | 1  | 2  | 1  | 1  | 2  | 2  | 1  | 1  |
| Nápoli             | 4  | 3  | 3  | 3  | 3  | 3  | 3  | 3  | 3  | 2  |
| Universitario      | 2  | 2  | 2  | 1  | 2  | 2  | 1  | 1  | 2  | 3  |
| Colorados          | 5  | 5  | 5  | 5  | 4  | 4  | 4  | 4  | 4  | 4  |
| Club 3E            | 3  | 4  | 4  | 4  | 5  | 5  | 5  | 5  | 5  | 5  |

#### Grupo B
| Equipo / Jornada     | 01 | 02 | 03 | 04 | 05 | 06 | 07 | 08 | 09 | 10 |
| -------------------- | -- | -- | -- | -- | -- | -- | -- | -- | -- | -- |
| Colón F. C.          | 1  | 1  | 1  | 1  | 1  | 2  | 1  | 2  | 1  | 1  |
| Esmeraldas Petrolero | 3  | 3  | 2  | 3  | 2  | 1  | 2  | 1  | 2  | 2  |
| Águilas              | 2  | 4  | 4  | 4  | 4  | 3  | 3  | 3  | 3  | 3  |
| Venecia              | 5  | 2  | 3  | 2  | 3  | 4  | 4  | 4  | 4  | 4  |
| Carlos Borbor Reyes  | 4  | 5  | 5  | 5  | 5  | 5  | 5  | 5  | 5  | 5  |

### Resultados
|  | Colorados            | 0 - 2               | Alianza del Pailón  |                     | Obando y Pacheco      | Santo Domingo       | 1 de agosto         | 15:00               |
|  | Universitario        | 2 - 0               | Nápoli              |                     | Luis Arnulfo Cevallos | Jama                | 2 de agosto         | 15:00               |
|  | Libre:               | Club 3E             | Club 3E             | Club 3E             | Club 3E               | Club 3E             | Club 3E             | Club 3E             |
|  | Esmeraldas Petrolero | 0 - 0               | Águilas             |                     | Folke Anderson        | Esmeraldas          | 1 de agosto         | 13:15               |
|  | Venecia              | 0 - 2               | Colón               |                     | Rafael Vera Yépez     | Babahoyo            | 1 de agosto         | 16:00               |
|  | Libre:               | Carlos Borbor Reyes | Carlos Borbor Reyes | Carlos Borbor Reyes | Carlos Borbor Reyes   | Carlos Borbor Reyes | Carlos Borbor Reyes | Carlos Borbor Reyes |

|  | Alianza del Pailón  | 2 - 1     | Universitario        |           | Jesús Cangá Caicedo   | San Lorenzo | 8 de agosto | 15:00     |
|  | Nápoli              | 1 - 0     | Club 3E              |           | Municipal de Valencia | Valencia    | 9 de agosto | 15:00     |
|  | Libre:              | Colorados | Colorados            | Colorados | Colorados             | Colorados   | Colorados   | Colorados |
|  | Carlos Borbor Reyes | 1 - 3     | Venecia              |           | El Dorado             | Salinas     | 8 de agosto | 16:00     |
|  | Colón               | 0 - 0     | Esmeraldas Petrolero |           | 30 de Septiembre      | Portoviejo  | 9 de agosto | 11:00     |
|  | Libre:              | Águilas   | Águilas              | Águilas   | Águilas               | Águilas     | Águilas     | Águilas   |

|  | Club 3E              | 0 - 2   | Alianza del Pailón  |         | El Dorado                | Salinas       | 12 de agosto | 16:00   |
|  | Universitario        | 2 - 0   | Colorados           |         | Jorge Chiriboga          | La Concordia  | 12 de agosto | 16:00   |
|  | Libre:               | Nápoli  | Nápoli              | Nápoli  | Nápoli                   | Nápoli        | Nápoli       | Nápoli  |
|  | Esmeraldas Petrolero | 5 - 0   | Carlos Borbor Reyes |         | Folke Anderson           | Esmeraldas    | 12 de agosto | 13:15   |
|  | Águilas              | 0 - 1   | Colón               |         | Olímpico (Santo Domingo) | Santo Domingo | 12 de agosto | 16:00   |
|  | Libre:               | Venecia | Venecia             | Venecia | Venecia                  | Venecia       | Venecia      | Venecia |

|  | Colorados           | 0 - 4                | Nápoli               |                      | Obando y Pacheco      | Santo Domingo        | 15 de agosto         | 15:00                |
|  | Universitario       | 3 - 0                | Club 3E              |                      | Luis Arnulfo Cevallos | Jama                 | 16 de agosto         | 16:00                |
|  | Libre:              | Alianza del Pailón   | Alianza del Pailón   | Alianza del Pailón   | Alianza del Pailón    | Alianza del Pailón   | Alianza del Pailón   | Alianza del Pailón   |
|  | Carlos Borbor Reyes | 0 - 6                | Colón                |                      | El Dorado             | Salinas              | 15 de agosto         | 16:00                |
|  | Venecia             | 1 - 0                | Águilas              |                      | Rafael Vera Yépez     | Babahoyo             | 15 de agosto         | 16:00                |
|  | Libre:              | Esmeraldas Petrolero | Esmeraldas Petrolero | Esmeraldas Petrolero | Esmeraldas Petrolero  | Esmeraldas Petrolero | Esmeraldas Petrolero | Esmeraldas Petrolero |

|  | Nápoli               | 0 - 3         | Alianza del Pailón  |               | Municipal de Valencia | Valencia      | 23 de agosto  | 15:00         |
|  | Club 3E              | 0 - 3         | Colorados           |               | El Dorado             | Salinas       | Cancelado     | --:--         |
|  | Libre:               | Universitario | Universitario       | Universitario | Universitario         | Universitario | Universitario | Universitario |
|  | Esmeraldas Petrolero | 2 - 1         | Venecia             |               | Folke Anderson        | Esmeraldas    | 22 de agosto  | 13:15         |
|  | Águilas              | 3 - 0         | Carlos Borbor Reyes |               | Cancelado             | Cancelado     | Cancelado     | Cancelado     |
|  | Libre:               | Colón         | Colón               | Colón         | Colón                 | Colón         | Colón         | Colón         |

|  | Alianza del Pailón  | 0 - 1         | Nápoli               |               | Jesús Cangá Caicedo | San Lorenzo   | 29 de agosto  | 15:00         |
|  | Colorados           | 3 - 0         | Club 3E              |               | Cancelado           | Cancelado     | Cancelado     | Cancelado     |
|  | Libre:              | Universitario | Universitario        | Universitario | Universitario       | Universitario | Universitario | Universitario |
|  | Venecia             | 0 - 4         | Esmeraldas Petrolero |               | Rafael Vera Yépez   | Babahoyo      | 29 de agosto  | 16:00         |
|  | Carlos Borbor Reyes | 3 - 14        | Águilas              |               | El Dorado           | Salinas       | 30 de agosto  | 14:00         |
|  | Libre:              | Colón         | Colón                | Colón         | Colón               | Colón         | Colón         | Colón         |

|  | Nápoli  | 6 - 1                | Colorados            |                      | Municipal de Valencia    | Valencia             | 6 de septiembre      | 15:00                |
|  | Club 3E | 0 - 3                | Universitario        |                      | Cancelado                | Cancelado            | Cancelado            | Cancelado            |
|  | Libre:  | Alianza del Pailón   | Alianza del Pailón   | Alianza del Pailón   | Alianza del Pailón       | Alianza del Pailón   | Alianza del Pailón   | Alianza del Pailón   |
|  | Águilas | 3 - 1                | Venecia              |                      | Olímpico (Santo Domingo) | Santo Domingo        | 5 de septiembre      | 16:00                |
|  | Colón   | 4 - 0                | Carlos Borbor Reyes  |                      | 30 de Septiembre         | Portoviejo           | 5 de septiembre      | 16:00                |
|  | Libre:  | Esmeraldas Petrolero | Esmeraldas Petrolero | Esmeraldas Petrolero | Esmeraldas Petrolero     | Esmeraldas Petrolero | Esmeraldas Petrolero | Esmeraldas Petrolero |

|  | Colorados           | 0 - 3   | Universitario        |         | Obando y Pacheco | Santo Domingo | 9 de septiembre | 15:00     |
|  | Alianza del Pailón  | 3 - 0   | Club 3E              |         | Cancelado        | Cancelado     | Cancelado       | Cancelado |
|  | Libre:              | Nápoli  | Nápoli               | Nápoli  | Nápoli           | Nápoli        | Nápoli          | Nápoli    |
|  | Carlos Borbor Reyes | 0 - 10  | Esmeraldas Petrolero |         | El Dorado        | Salinas       | 9 de septiembre | 12:00     |
|  | Colón               | 1 - 1   | Águilas              |         | 30 de Septiembre | Portoviejo    | 9 de septiembre | 16:00     |
|  | Libre:              | Venecia | Venecia              | Venecia | Venecia          | Venecia       | Venecia         | Venecia   |

|  | Universitario        | 1 - 3     | Alianza del Pailón  |           | Luis Arnulfo Cevallos | Jama       | 12 de septiembre | 13:30     |
|  | Club 3E              | 0 - 3     | Nápoli              |           | Cancelado             | Cancelado  | Cancelado        | Cancelado |
|  | Libre:               | Colorados | Colorados           | Colorados | Colorados             | Colorados  | Colorados        | Colorados |
|  | Esmeraldas Petrolero | 0 - 1     | Colón               |           | Folke Anderson        | Esmeraldas | 12 de septiembre | 13:15     |
|  | Venecia              | 16 - 1    | Carlos Borbor Reyes |           | Rafael Vera Yépez     | Babahoyo   | 12 de septiembre | 16:00     |
|  | Libre:               | Águilas   | Águilas             | Águilas   | Águilas               | Águilas    | Águilas          | Águilas   |

|  | Alianza del Pailón | 1 - 0               | Colorados            |                     | Jesús Cangá Caicedo   | San Lorenzo         | 19 de septiembre    | 15:00               |
|  | Nápoli             | 3 - 0               | Universitario        |                     | Municipal de Valencia | Valencia            | 20 de septiembre    | 15:00               |
|  | Libre:             | Club 3E             | Club 3E              | Club 3E             | Club 3E               | Club 3E             | Club 3E             | Club 3E             |
|  | Colón              | 6 - 1               | Venecia              |                     | 30 de Septiembre      | Portoviejo          | 19 de septiembre    | 14:00               |
|  | Águilas            | 0 - 2               | Esmeraldas Petrolero |                     | Obando y Pacheco      | Santo Domingo       | 19 de septiembre    | 16:00               |
|  | Libre:             | Carlos Borbor Reyes | Carlos Borbor Reyes  | Carlos Borbor Reyes | Carlos Borbor Reyes   | Carlos Borbor Reyes | Carlos Borbor Reyes | Carlos Borbor Reyes |

## Zona 4
Los equipos de Morona Santiago, Loja, Azuay, Cañar, El Oro y Guayas.

### Clasificación

#### Grupo A
|  |     | Equipo                 | PJ | PG | PE | PP | GF | GC | DG  | PTS |
|  | --- | ---------------------- | -- | -- | -- | -- | -- | -- | --- | --- |
|  | 1.° | Norte América          | 10 | 7  | 1  | 2  | 51 | 7  | +44 | 22  |
|  | 2.° | Orense                 | 10 | 6  | 4  | 0  | 36 | 8  | +28 | 22  |
|  | 3.° | Tecni Club             | 10 | 4  | 2  | 4  | 14 | 13 | +1  | 14  |
|  | 4.° | Ciudadelas del Norte   | 10 | 4  | 2  | 4  | 16 | 21 | -5  | 14  |
|  | 5.° | L.D.E. 1.° de Mayo     | 10 | 3  | 2  | 5  | 16 | 20 | -4  | 11  |
|  | 6.° | Estudiantes del Cenepa | 10 | 0  | 1  | 9  | 6  | 70 | -64 | 1   |

#### Grupo B
|  |     | Equipo           | PJ | PG | PE | PP | GF | GC | DG  | PTS |
|  | --- | ---------------- | -- | -- | -- | -- | -- | -- | --- | --- |
|  | 1.° | Guayaquil Sport  | 10 | 8  | 1  | 1  | 25 | 4  | +21 | 25  |
|  | 2.° | Italia F. C.     | 10 | 8  | 0  | 2  | 22 | 9  | +13 | 24  |
|  | 3.° | Cruz del Vado    | 10 | 7  | 0  | 3  | 25 | 13 | +12 | 21  |
|  | 4.° | Deportivo Sucúa  | 10 | 2  | 1  | 7  | 11 | 18 | -7  | 7   |
|  | 5.° | Municipal Cañar  | 10 | 1  | 3  | 6  | 11 | 23 | -12 | 6   |
|  | 6.° | Atlético Mineiro | 10 | 1  | 1  | 8  | 5  | 31 | -26 | 4   |

|  | Clasificado a los hexagonales semifinales.                      |
|  | Clasificado a los hexagonales semifinales (4 mejores segundos). |

### Evolución de la clasificación

#### Grupo A
| Equipo / Jornada       | 01 | 02 | 03 | 04 | 05 | 06 | 07 | 08 | 09 | 10 |
| ---------------------- | -- | -- | -- | -- | -- | -- | -- | -- | -- | -- |
| Norte América          | 6  | 5  | 4  | 5  | 1  | 1  | 1  | 2  | 1  | 1  |
| Orense                 | 5  | 4  | 2  | 2  | 4  | 3  | 2  | 1  | 2  | 2  |
| Tecni Club             | 4  | 1  | 1  | 3  | 5  | 5  | 5  | 4  | 4  | 3  |
| Ciudadelas del Norte   | 1  | 3  | 5  | 4  | 3  | 2  | 3  | 3  | 3  | 4  |
| L.D.E. 1.° de Mayo     | 2  | 2  | 3  | 1  | 2  | 4  | 4  | 5  | 5  | 5  |
| Estudiantes del Cenepa | 3  | 6  | 6  | 6  | 6  | 6  | 6  | 6  | 6  | 6  |

#### Grupo B
| Equipo / Jornada | 01 | 02 | 03 | 04 | 05 | 06 | 07 | 08 | 09 | 10 |
| ---------------- | -- | -- | -- | -- | -- | -- | -- | -- | -- | -- |
| Guayaquil Sport  | 4  | 3  | 3  | 3  | 2  | 2  | 2  | 1  | 1  | 1  |
| Italia F. C.     | 1  | 1  | 1  | 1  | 1  | 1  | 1  | 2  | 2  | 2  |
| Cruz del Vado    | 2  | 2  | 2  | 2  | 3  | 3  | 3  | 3  | 3  | 3  |
| Deportivo Sucúa  | 6  | 6  | 6  | 6  | 6  | 4  | 5  | 4  | 4  | 4  |
| Municipal Cañar  | 3  | 4  | 5  | 5  | 5  | 6  | 4  | 5  | 5  | 5  |
| Atlético Mineiro | 5  | 5  | 4  | 4  | 4  | 5  | 6  | 6  | 6  | 6  |

### Resultados
|  | Italia                 | 4 - 1 | Deportivo Sucúa    |  | Reina del Cisne            | Loja       | 1 de agosto | 12:00 |
|  | Atlético Mineiro       | 1 - 3 | Cruz del Vado      |  | Humberto Arteta            | Huaquillas | 1 de agosto | 20:30 |
|  | Tecni Club             | 0 - 0 | Orense             |  | Valeriano Gavinelli        | Cuenca     | 2 de agosto | 13:00 |
|  | Ciudadelas del Norte   | 2 - 0 | Norte América      |  | Municipal de La Troncal    | La Troncal | 2 de agosto | 15:00 |
|  | Estudiantes del Cenepa | 3 - 3 | L.D.E. 1.° de Mayo |  | Ciudad de Gualaquiza       | Gualaquiza | 2 de agosto | 16:00 |
|  | Guayaquil Sport        | 0 - 0 | Municipal Cañar    |  | Monumental Banco Pichincha | Guayaquil  | 2 de agosto | 19:00 |

|  | Orense             | 1 - 1 | Norte América          |  | 9 de Mayo                  | Machala   | 7 de agosto | 20:00 |
|  | Tecni Club         | 4 - 0 | Estudiantes del Cenepa |  | Valeriano Gavinelli        | Cuenca    | 8 de agosto | 13:00 |
|  | Deportivo Sucúa    | 1 - 3 | Cruz del Vado          |  | Eddy Coello                | Sucúa     | 8 de agosto | 14:00 |
|  | Municipal Cañar    | 2 - 3 | Italia                 |  | Municipal 26 de Enero      | Cañar     | 8 de agosto | 15:00 |
|  | L.D.E. 1.° de Mayo | 2 - 0 | Ciudadelas del Norte   |  | Municipal de Yantzaza      | Yantzaza  | 8 de agosto | 15:30 |
|  | Guayaquil Sport    | 2 - 0 | Atlético Mineiro       |  | Monumental Banco Pichincha | Guayaquil | 8 de agosto | 16:00 |

|  | Ciudadelas del Norte   | 1 - 1 | Tecni Club         |  | Municipal de La Troncal   | La Troncal | 12 de agosto | 14:00 |
|  | Norte América          | 3 - 1 | L.D.E. 1.° de Mayo |  | Alejandro Ponce Noboa     | Guayaquil  | 12 de agosto | 15:00 |
|  | Cruz del Vado          | 3 - 2 | Municipal Cañar    |  | Alejandro Serrano Aguilar | Cuenca     | 12 de agosto | 16:00 |
|  | Estudiantes del Cenepa | 1 - 3 | Orense             |  | Ciudad de Gualaquiza      | Gualaquiza | 12 de agosto | 16:00 |
|  | Atlético Mineiro       | 2 - 1 | Deportivo Sucúa    |  | Humberto Arteta           | Huaquillas | 12 de agosto | 19:30 |
|  | Italia                 | 2 - 0 | Guayaquil Sport    |  | Reina del Cisne           | Loja       | 13 de agosto | 12:00 |

|  | L.D.E. 1.° de Mayo | 3 - 1  | Tecni Club             |  | Municipal de Yantzaza     | Yantzaza  | 15 de agosto     | 15:30 |
|  | Deportivo Sucúa    | 1 - 4  | Guayaquil Sport        |  | Eddy Coello               | Sucúa     | 16 de agosto     | 15:00 |
|  | Municipal Cañar    | 2 - 2  | Atlético Mineiro       |  | Municipal 26 de Enero     | Cañar     | 16 de agosto     | 15:00 |
|  | Orense             | 0 - 0  | Ciudadelas del Norte   |  | 9 de Mayo                 | Machala   | 16 de agosto     | 16:00 |
|  | Cruz del Vado      | 1 - 2  | Italia                 |  | Alejandro Serrano Aguilar | Cuenca    | 2 de septiembre  | 16:00 |
|  | Norte América      | 17 - 0 | Estudiantes del Cenepa |  | Alejandro Ponce Noboa     | Guayaquil | 16 de septiembre | 11:00 |

|  | Guayaquil Sport        | 5 - 1 | Cruz del Vado        |  | Monumental Banco Pichincha | Guayaquil  | 22 de agosto | 12:00 |
|  | Municipal Cañar        | 2 - 2 | Deportivo Sucúa      |  | Municipal 26 de Enero      | Cañar      | 22 de agosto | 15:00 |
|  | L.D.E. 1.° de Mayo     | 2 - 2 | Orense               |  | Municipal de Yantzaza      | Yantzaza   | 22 de agosto | 15:30 |
|  | Atlético Mineiro       | 0 - 2 | Italia               |  | Humberto Arteta            | Huaquillas | 22 de agosto | 20:30 |
|  | Tecni Club             | 0 - 2 | Norte América        |  | Valeriano Gavinelli        | Cuenca     | 23 de agosto | 11:00 |
|  | Estudiantes del Cenepa | 1 - 3 | Ciudadelas del Norte |  | Ciudad de Gualaquiza       | Gualaquiza | 23 de agosto | 16:00 |

|  | Ciudadelas del Norte | 4 - 0 | Estudiantes del Cenepa |  | Municipal de La Troncal   | La Troncal | 29 de agosto | 11:00 |
|  | Norte América        | 4 - 0 | Tecni Club             |  | Alejandro Ponce Noboa     | Guayaquil  | 29 de agosto | 11:00 |
|  | Cruz del Vado        | 0 - 2 | Guayaquil Sport        |  | Alejandro Serrano Aguilar | Cuenca     | 29 de agosto | 12:00 |
|  | Italia               | 4 - 0 | Atlético Mineiro       |  | Reina del Cisne           | Loja       | 29 de agosto | 12:00 |
|  | Deportivo Sucúa      | 3 - 0 | Municipal Cañar        |  | Eddy Coello               | Sucúa      | 29 de agosto | 15:00 |
|  | Orense               | 4 - 1 | L.D.E. 1.° de Mayo     |  | 9 de Mayo                 | Machala    | 29 de agosto | 20:00 |

|  | Guayaquil Sport        | 1 - 0  | Deportivo Sucúa    |  | Alejandro Ponce Noboa   | Guayaquil  | 4 de septiembre | 12:00 |
|  | Tecni Club             | 2 - 1  | L.D.E. 1.° de Mayo |  | Valeriano Gavinelli     | Cuenca     | 5 de septiembre | 10:00 |
|  | Italia                 | 0 - 2  | Cruz del Vado      |  | Reina del Cisne         | Loja       | 5 de septiembre | 14:00 |
|  | Atlético Mineiro       | 0 - 3  | Municipal Cañar    |  | Humberto Arteta         | Huaquillas | 5 de septiembre | 20:30 |
|  | Ciudadelas del Norte   | 2 - 4  | Orense             |  | Municipal de La Troncal | La Troncal | 6 de septiembre | 14:00 |
|  | Estudiantes del Cenepa | 0 - 10 | Norte América      |  | Ciudad de Gualaquiza    | Gualaquiza | 6 de septiembre | 16:00 |

|  | Tecni Club         | 1 - 0  | Ciudadelas del Norte   |  | Valeriano Gavinelli        | Cuenca    | 9 de septiembre | 11:30 |
|  | Guayaquil Sport    | 3 - 0  | Italia                 |  | Monumental Banco Pichincha | Guayaquil | 9 de septiembre | 12:00 |
|  | Municipal Cañar    | 0 - 4  | Cruz del Vado          |  | Municipal 26 de Enero      | Cañar     | 9 de septiembre | 15:00 |
|  | L.D.E. 1.° de Mayo | 0 - 2  | Norte América          |  | Municipal de Yantzaza      | Yantzaza  | 9 de septiembre | 15:30 |
|  | Deportivo Sucúa    | 1 - 0  | Atlético Mineiro       |  | Eddy Coello                | Sucúa     | 9 de septiembre | 16:30 |
|  | Orense             | 18 - 1 | Estudiantes del Cenepa |  | 9 de Mayo                  | Machala   | 9 de septiembre | 20:00 |

|  | Cruz del Vado          | 2 - 1 | Deportivo Sucúa    |  | Alejandro Serrano Aguilar | Cuenca     | 12 de septiembre | 12:00 |
|  | Italia                 | 4 - 0 | Municipal Cañar    |  | Reina del Cisne           | Loja       | 12 de septiembre | 12:00 |
|  | Atlético Mineiro       | 0 - 6 | Guayaquil Sport    |  | Humberto Arteta           | Huaquillas | 12 de septiembre | 20:30 |
|  | Norte América          | 0 - 2 | Orense             |  | Alejandro Ponce Noboa     | Guayaquil  | 13 de septiembre | 11:00 |
|  | Ciudadelas del Norte   | 3 - 0 | L.D.E. 1.° de Mayo |  | Municipal de La Troncal   | La Troncal | 13 de septiembre | 11:00 |
|  | Estudiantes del Cenepa | 0 - 5 | Tecni Club         |  | Ciudad de Gualaquiza      | Gualaquiza | 13 de septiembre | 16:00 |

|  | Cruz del Vado      | 7 - 0  | Atlético Mineiro       |  | Alejandro Serrano Aguilar | Cuenca    | 19 de septiembre | 12:30 |
|  | Municipal Cañar    | 0 - 2  | Guayaquil Sport        |  | Municipal 26 de Enero     | Cañar     | 19 de septiembre | 14:00 |
|  | Deportivo Sucúa    | 0 - 1  | Italia                 |  | Eddy Coello               | Sucúa     | 19 de septiembre | 14:00 |
|  | L.D.E. 1.° de Mayo | 3 - 0  | Estudiantes del Cenepa |  | Municipal de Yantzaza     | Yantzaza  | 19 de septiembre | 16:00 |
|  | Orense             | 2 - 0  | Tecni Club             |  | 9 de Mayo                 | Machala   | 20 de septiembre | 15:00 |
|  | Norte América      | 12 - 1 | Ciudadelas del Norte   |  | Alejandro Ponce Noboa     | Guayaquil | 20 de septiembre | 15:00 |

## Promedios
|  |     | Equipo               | PJ | PG | PE | PP | GF | GC | PTS | PRO   | DG  |
|  | --- | -------------------- | -- | -- | -- | -- | -- | -- | --- | ----- | --- |
|  | 1.° | Italia F. C.         | 10 | 8  | 0  | 2  | 22 | 9  | 24  | 2,400 | +13 |
|  | 2.° | Deportivo Puyo       | 10 | 7  | 2  | 1  | 31 | 7  | 23  | 2,300 | +24 |
|  | 3.° | Nápoli               | 8  | 6  | 0  | 2  | 18 | 6  | 18  | 2,250 | +12 |
|  | 4.° | Orense               | 10 | 6  | 4  | 0  | 36 | 8  | 22  | 2,200 | +28 |
|  | 5.° | Esmeraldas Petrolero | 8  | 5  | 2  | 1  | 23 | 2  | 17  | 2,125 | +21 |
|  | 6.° | Deportivo Echeandía  | 10 | 7  | 0  | 3  | 23 | 7  | 21  | 2,100 | +16 |
|  | 7.º | Anaconda F. C.       | 8  | 5  | 1  | 2  | 22 | 10 | 16  | 2,000 | +12 |
|  | 8.° | San Antonio          | 7  | 4  | 0  | 3  | 13 | 14 | 12  | 1,714 | -1  |

- Se obtiene dividiendo el número de puntos obtenidos para el número de partidos jugados.

## Equipos clasificados a la fase nacional (hexagonales semifinales)
Clasificados como primeros (ganadores de cada grupo)
- Club Deportivo Otavalo
- Club Deportivo Clan Juvenil
- Pelileo Sporting Club
- Club Deportivo Star Club
- Club Deportivo Alianza del Pailón
- Colón Fútbol Club
- Club Sport Norte América
- Guayaquil Sport Club

Clasificados como segundos (4 mejores por promedio)
- Club Deportivo Italia
- Club Deportivo Puyo
- Club Deportivo Napoli
- Orense Sporting Club

## Hexagonales semifinales
Los equipos ganadores de cada grupo más los 4 mejores segundos por promedios.

### Clasificación

#### Grupo A
|  |     | Equipo         | PJ | PG | PE | PP | GF | GC | DG  | PTS |
|  | --- | -------------- | -- | -- | -- | -- | -- | -- | --- | --- |
|  | 1.° | Clan Juvenil   | 9  | 6  | 2  | 1  | 15 | 3  | +12 | 20  |
|  | 2.° | Colón F. C.    | 9  | 6  | 2  | 1  | 16 | 7  | +9  | 20  |
|  | 3.° | Deportivo Puyo | 9  | 4  | 3  | 2  | 13 | 8  | +5  | 15  |
|  | 4.° | Star Club      | 9  | 4  | 1  | 4  | 14 | 15 | -1  | 13  |
|  | 5.° | Nápoli         | 9  | 2  | 0  | 7  | 11 | 21 | -10 | 6   |
|  | 6.° | Norte América  | 9  | 1  | 0  | 8  | 6  | 21 | -15 | 3   |

#### Grupo B
|  |     | Equipo             | PJ | PG | PE | PP | GF | GC | DG  | PTS |
|  | --- | ------------------ | -- | -- | -- | -- | -- | -- | --- | --- |
|  | 1.° | Pelileo S. C.      | 9  | 7  | 1  | 1  | 15 | 6  | +9  | 22  |
|  | 2.° | Deportivo Otavalo  | 9  | 7  | 1  | 1  | 14 | 5  | +9  | 22  |
|  | 3.° | Guayaquil Sport    | 9  | 4  | 1  | 4  | 10 | 9  | +1  | 13  |
|  | 4.° | Orense             | 9  | 3  | 2  | 4  | 14 | 12 | +2  | 11  |
|  | 5.° | Alianza del Pailón | 9  | 2  | 1  | 6  | 10 | 14 | -4  | 7   |
|  | 6.° | Italia F. C.       | 9  | 0  | 2  | 7  | 6  | 23 | -17 | 2   |

|  | Clasifican al cuadrangular final. |

### Evolución de la clasificación

#### Grupo A
| Equipo / Jornada | 01 | 02 | 03 | 04 | 05 | 06 | 07 | 08 | 09 | 10 |
| ---------------- | -- | -- | -- | -- | -- | -- | -- | -- | -- | -- |
| Clan Juvenil     | 4  | 2  | 2  | 3  | 1  | 1  | 2  | 2  | 1  | 1  |
| Colón F. C.      | 2  | 1  | 1  | 1  | 2  | 2  | 1  | 1  | 2  | 2  |
| Deportivo Puyo   | 3  | 3  | 3  | 2  | 3  | 4  | 3  | 3  | 3  | 3  |
| Star Club        | 1  | 4  | 4  | 4  | 4  | 3  | 4  | 4  | 4  | 4  |
| Nápoli           | 6  | 6  | 5  | 5  | 5  | 5  | 6  | 5  | 5  | 5  |
| Norte América    | 5  | 5  | 6  | 6  | 6  | 6  | 5  | 6  | 6  | 6  |

#### Grupo B
| Equipo / Jornada   | 01 | 02 | 03 | 04 | 05 | 06 | 07 | 08 | 09 | 10 |
| ------------------ | -- | -- | -- | -- | -- | -- | -- | -- | -- | -- |
| Pelileo S. C.      | 2  | 2  | 1  | 2  | 2  | 2  | 2  | 2  | 1  | 1  |
| Deportivo Otavalo  | 3  | 1  | 2  | 1  | 1  | 1  | 1  | 1  | 2  | 2  |
| Guayaquil Sport    | 4  | 5  | 3  | 5  | 5  | 5  | 4  | 4  | 3  | 3  |
| Orense             | 5  | 4  | 4  | 4  | 4  | 3  | 3  | 3  | 4  | 4  |
| Alianza del Pailón | 1  | 3  | 5  | 3  | 3  | 4  | 5  | 5  | 5  | 5  |
| Italia F. C.       | 6  | 6  | 6  | 6  | 6  | 6  | 6  | 6  | 6  | 6  |

### Resultados
|  | Star Club          | 3 - 0 | Nápoli            |  | Pascual Bissón             | Riobamba    | 25 de septiembre | 11:15 |
|  | Alianza del Pailón | 2 - 0 | Italia            |  | Jesús Cangá Caicedo        | San Lorenzo | 26 de septiembre | 13:30 |
|  | Guayaquil Sport    | 0 - 0 | Deportivo Otavalo |  | Monumental Banco Pichincha | Guayaquil   | 26 de septiembre | 14:00 |
|  | Pelileo            | 1 - 0 | Orense            |  | Ciudad de Pelileo          | Pelileo     | 26 de septiembre | 16:15 |
|  | Clan Juvenil       | 0 - 0 | Deportivo Puyo    |  | General Rumiñahui          | Sangolquí   | 27 de septiembre | 12:00 |
|  | Norte América      | 0 - 1 | Colón             |  | Alejandro Ponce Noboa      | Guayaquil   | 27 de septiembre | 15:00 |

|  | Nápoli            | 0 - 2 | Clan Juvenil       |  | Municipal de Valencia | Valencia   | 2 de octubre | 15:00 |
|  | Deportivo Otavalo | 2 - 0 | Alianza del Pailón |  | Municipal de Otavalo  | Otavalo    | 2 de octubre | 15:00 |
|  | Italia            | 1 - 1 | Pelileo            |  | Reina del Cisne       | Loja       | 2 de octubre | 17:00 |
|  | Orense            | 2 - 1 | Guayaquil Sport    |  | 9 de Mayo             | Machala    | 2 de octubre | 20:00 |
|  | Colón             | 3 - 1 | Star Club          |  | 30 de Septiembre      | Portoviejo | 3 de octubre | 13:00 |
|  | Deportivo Puyo    | 1 - 0 | Norte América      |  | Víctor Hugo Georgis   | Puyo       | 4 de octubre | 11:30 |

|  | Clan Juvenil    | 1 - 0 | Star Club          |  | General Rumiñahui          | Sangolquí | 7 de octubre | 11:30 |
|  | Guayaquil Sport | 3 - 0 | Italia             |  | Monumental Banco Pichincha | Guayaquil | 7 de octubre | 12:00 |
|  | Norte América   | 2 - 3 | Nápoli             |  | Alejandro Ponce Noboa      | Guayaquil | 7 de octubre | 16:00 |
|  | Deportivo Puyo  | 0 - 0 | Colón              |  | Víctor Hugo Georgis        | Puyo      | 7 de octubre | 16:00 |
|  | Pelileo         | 3 - 1 | Alianza del Pailón |  | Ciudad de Pelileo          | Pelileo   | 7 de octubre | 16:15 |
|  | Orense          | 1 - 2 | Deportivo Otavalo  |  | 9 de Mayo                  | Machala   | 7 de octubre | 20:00 |

|  | Star Club          | 1 - 0 | Norte América   |  | Pascual Bissón        | Riobamba    | 11 de octubre | 12:00 |
|  | Colón              | 0 - 0 | Clan Juvenil    |  | 30 de Septiembre      | Portoviejo  | 11 de octubre | 12:00 |
|  | Deportivo Otavalo  | 1 - 0 | Pelileo         |  | Municipal de Otavalo  | Otavalo     | 11 de octubre | 12:30 |
|  | Italia             | 1 - 1 | Orense          |  | Reina del Cisne       | Loja        | 11 de octubre | 13:00 |
|  | Alianza del Pailón | 3 - 0 | Guayaquil Sport |  | Jesús Cangá Caicedo   | San Lorenzo | 11 de octubre | 13:30 |
|  | Nápoli             | 0 - 2 | Deportivo Puyo  |  | Municipal de Valencia | Valencia    | 11 de octubre | 15:00 |

|  | Deportivo Otavalo | 2 - 0 | Italia             |  | Municipal de Otavalo | Otavalo    | 17 de octubre | 15:30 |
|  | Pelileo           | 2 - 1 | Guayaquil Sport    |  | Ciudad de Pelileo    | Pelileo    | 17 de octubre | 16:15 |
|  | Orense            | 1 - 1 | Alianza del Pailón |  | 9 de Mayo            | Machala    | 17 de octubre | 20:00 |
|  | Colón             | 3 - 0 | Nápoli             |  | 30 de Septiembre     | Portoviejo | 18 de octubre | 11:00 |
|  | Deportivo Puyo    | 1 - 1 | Star Club          |  | Víctor Hugo Georgis  | Puyo       | 18 de octubre | 11:30 |
|  | Clan Juvenil      | 4 - 0 | Norte América      |  | General Rumiñahui    | Sangolquí  | 18 de octubre | 12:00 |

|  | Star Club          | 5 - 4 | Deportivo Puyo    |  | Pascual Bissón             | Riobamba    | 23 de octubre | 11:30 |
|  | Norte América      | 1 - 2 | Clan Juvenil      |  | Alejandro Ponce Noboa      | Guayaquil   | 23 de octubre | 15:00 |
|  | Guayaquil Sport    | 1 - 2 | Pelileo           |  | Monumental Banco Pichincha | Guayaquil   | 24 de octubre | 13:00 |
|  | Alianza del Pailón | 1 - 2 | Orense            |  | Jesús Cangá Caicedo        | San Lorenzo | 24 de octubre | 13:30 |
|  | Italia             | 2 - 3 | Deportivo Otavalo |  | Reina del Cisne            | Loja        | 24 de octubre | 14:00 |
|  | Nápoli             | 2 - 3 | Colón             |  | Municipal de Valencia      | Valencia    | 25 de octubre | 15:00 |

|  | Guayaquil Sport | 2 - 0 | Alianza del Pailón |  | Alejandro Ponce Noboa | Guayaquil | 30 de octubre | 10:00 |
|  | Norte América   | 3 - 0 | Star Club          |  | Alejandro Ponce Noboa | Guayaquil | 30 de octubre | 15:00 |
|  | Deportivo Puyo  | 2 - 0 | Nápoli             |  | Víctor Hugo Georgis   | Puyo      | 31 de octubre | 11:30 |
|  | Clan Juvenil    | 1 - 2 | Colón              |  | General Rumiñahui     | Sangolquí | 31 de octubre | 12:00 |
|  | Orense          | 7 - 2 | Italia             |  | 9 de Mayo             | Machala   | 31 de octubre | 13:00 |
|  | Pelileo         | 1 - 0 | Deportivo Otavalo  |  | Ciudad de Pelileo     | Pelileo   | 31 de octubre | 16:15 |

|  | Colón              | 2 - 0 | Deportivo Puyo  |  | 30 de Septiembre      | Portoviejo  | 4 de noviembre | 11:00 |
|  | Star Club          | 0 - 1 | Clan Juvenil    |  | Pascual Bissón        | Riobamba    | 4 de noviembre | 11:30 |
|  | Alianza del Pailón | 1 - 2 | Pelileo         |  | Jesús Cangá Caicedo   | San Lorenzo | 4 de noviembre | 13:30 |
|  | Italia             | 0 - 1 | Guayaquil Sport |  | Reina del Cisne       | Loja        | 4 de noviembre | 14:00 |
|  | Nápoli             | 6 - 0 | Norte América   |  | Municipal de Valencia | Valencia    | 4 de noviembre | 15:00 |
|  | Deportivo Otavalo  | 2 - 0 | Orense          |  | Municipal de Otavalo  | Otavalo     | 4 de noviembre | 16:00 |

|  | Alianza del Pailón | 1 - 2 | Deportivo Otavalo |  | Jesús Cangá Caicedo   | San Lorenzo | 7 de noviembre | 13:30 |
|  | Star Club          | 3 - 2 | Colón             |  | Pascual Bissón        | Riobamba    | 8 de noviembre | 12:00 |
|  | Clan Juvenil       | 4 - 0 | Nápoli            |  | General Rumiñahui     | Sangolquí   | 8 de noviembre | 12:00 |
|  | Guayaquil Sport    | 1 - 0 | Orense            |  | Alejandro Ponce Noboa | Guayaquil   | 8 de noviembre | 14:00 |
|  | Norte América      | 0 - 3 | Deportivo Puyo    |  | Alejandro Ponce Noboa | Guayaquil   | 8 de noviembre | 16:00 |
|  | Pelileo            | 3 - 0 | Italia            |  | Ciudad de Pelileo     | Pelileo     | 8 de noviembre | 16:15 |

|  | Colón             | - | Norte América      |  | No se programó | No se programó | No se programó | No se programó |
|  | Deportivo Puyo    | - | Clan Juvenil       |  | No se programó | No se programó | No se programó | No se programó |
|  | Nápoli            | - | Star Club          |  | No se programó | No se programó | No se programó | No se programó |
|  | Deportivo Otavalo | - | Guayaquil Sport    |  | No se programó | No se programó | No se programó | No se programó |
|  | Orense            | - | Pelileo            |  | No se programó | No se programó | No se programó | No se programó |
|  | Italia            | - | Alianza del Pailón |  | No se programó | No se programó | No se programó | No se programó |

## Cuadrangular final

### Clasificación
|  |  |     | Equipo            | PJ | PG | PE | PP | GF | GC | DG | PTS |
|  |  | --- | ----------------- | -- | -- | -- | -- | -- | -- | -- | --- |
|  |  | 1.° | Clan Juvenil      | 6  | 3  | 2  | 1  | 9  | 6  | +3 | 11  |
|  |  | 2.° | Colón F. C.       | 6  | 2  | 2  | 2  | 7  | 5  | +2 | 8   |
|  |  | 3.° | Deportivo Otavalo | 6  | 2  | 2  | 2  | 7  | 7  | 0  | 8   |
|  |  | 4.° | Pelileo S. C.     | 6  | 1  | 2  | 3  | 4  | 9  | -5 | 5   |

|  | Campeón ascendido a la Serie B 2016.     |
|  | Vicecampeón ascendido a la Serie B 2016. |

### Evolución de la clasificación
| Equipo / Jornada  | 01 | 02 | 03 | 04 | 05 | 06 |
| ----------------- | -- | -- | -- | -- | -- | -- |
| Clan Juvenil      | 3  | 4  | 2  | 2  | 1  | 1  |
| Colón F. C.       | 4  | 2  | 1  | 1  | 2  | 2  |
| Deportivo Otavalo | 1  | 3  | 4  | 4  | 3  | 3  |
| Pelileo S. C.     | 2  | 1  | 3  | 3  | 4  | 4  |

### Resultados
|  | Clan Juvenil      | 0 - 0 Archivado el 4 de marzo de 2016 en Wayback Machine. | Pelileo |  | General Rumiñahui    | Sangolquí | 21 de noviembre | 12:00 |
|  | Deportivo Otavalo | 1 - 0 Archivado el 4 de marzo de 2016 en Wayback Machine. | Colón   |  | Municipal de Otavalo | Otavalo   | 21 de noviembre | 16:00 |

|  | Colón   | 3 - 1 Archivado el 22 de diciembre de 2015 en Wayback Machine. | Clan Juvenil      |  | 30 de Septiembre  | Portoviejo | 25 de noviembre | 11:00 |
|  | Pelileo | 1 - 0 Archivado el 22 de diciembre de 2015 en Wayback Machine. | Deportivo Otavalo |  | Ciudad de Pelileo | Pelileo    | 25 de noviembre | 16:15 |

|  | Colón        | 3 - 0 Archivado el 4 de marzo de 2016 en Wayback Machine.      | Pelileo           |  | 30 de Septiembre  | Portoviejo | 29 de noviembre | 11:00 |
|  | Clan Juvenil | 2 - 1 Archivado el 22 de diciembre de 2015 en Wayback Machine. | Deportivo Otavalo |  | General Rumiñahui | Sangolquí  | 29 de noviembre | 12:00 |

|  | Deportivo Otavalo | 1 - 1 Archivado el 22 de diciembre de 2015 en Wayback Machine.                                          | Clan Juvenil |  | Municipal de Otavalo | Otavalo | 5 de diciembre | 16:00 |
|  | Pelileo           | 0 - 0 (enlace roto disponible en Internet Archive; véase el historial, la primera versión y la última). | Colón        |  | Ciudad de Pelileo    | Pelileo | 5 de diciembre | 16:15 |

|  | Clan Juvenil      | 2 - 0 (enlace roto disponible en Internet Archive; véase el historial, la primera versión y la última). | Colón   |  | General Rumiñahui    | Sangolquí | 9 de diciembre | 12:00 |
|  | Deportivo Otavalo | 3 - 2 Archivado el 4 de marzo de 2016 en Wayback Machine.                                               | Pelileo |  | Municipal de Otavalo | Otavalo   | 9 de diciembre | 16:00 |

|  | Pelileo | 1 - 3 Archivado el 22 de diciembre de 2015 en Wayback Machine. | Clan Juvenil      |  | Ciudad de Pelileo | Pelileo    | 13 de diciembre | 14:00 |
|  | Colón   | 1 - 1 Archivado el 22 de diciembre de 2015 en Wayback Machine. | Deportivo Otavalo |  | 30 de Septiembre  | Portoviejo | 13 de diciembre | 14:00 |

### Campeón
|                                                               |
| Club Deportivo Clan Juvenil 1.er título Asciende a la Serie B |
| También asciende Colón Fútbol Club como vicecampeón.          |

## Goleadores
- Actualizado el 16 de diciembre de 2015.

| Jugador                | Equipo            | Goles |
| ---------------------- | ----------------- | ----- |
| 1. Willian Tixe        | Star Club         | 21    |
| 2. Abel Araujo         | Clan Juvenil      | 19    |
| 3. Darwin Rodríguez    | Star Club         | 18    |
| 4. Henry Rúa           | Norte América     | 14    |
| 5. Darío Obando        | Deportivo Puyo    | 13    |
| 6. Álex Perlaza        | Orense            | 13    |
| 7. Hamilton Sanmartín  | Italia F. C.      | 13    |
| 8. Elvis Vásquez       | Deportivo Otavalo | 13    |
| 9. Jonathan Betancourt | Norte América     | 12    |
| 10. Walberto Caicedo   | Guayaquil Sport   | 12    |